# John Phillips (Politiker, 1887)

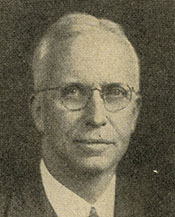
John Phillips

John Phillips (* 11. September 1887 in Wilkes-Barre, Pennsylvania; † 18. Dezember 1983 in Palm Springs, Kalifornien) war ein US-amerikanischer Politiker. Zwischen 1943 und 1957 vertrat er den Bundesstaat Kalifornien im US-Repräsentantenhaus.

## Werdegang
John Phillips besuchte die öffentlichen Schulen seiner Heimat und danach bis 1910 das Haverford College. Während des Ersten Weltkrieges diente er im Adjutant General’s Office der US Army. 1924 zog er nach Kalifornien, wo er als Geschäftsanalytiker und Rancher arbeitete. Gleichzeitig schlug er als Mitglied der Republikanischen Partei eine politische Laufbahn ein. Von 1930 bis 1932 saß er im Gemeinderat von Banning. Zwischen 1932 und 1936 war er Abgeordneter in der California State Assembly; danach gehörte er von 1936 bis 1942 dem Staatssenat an. Zwischen 1944 und 1960 nahm er als Delegierter an allen Republican National Conventions teil.
Bei den Kongresswahlen des Jahres 1942 wurde Phillips im damals neu eingerichteten 22. Wahlbezirk von Kalifornien in das US-Repräsentantenhaus in Washington, D.C. gewählt, wo er am 3. Januar 1943 sein neues Mandat antrat. Nach sechs Wiederwahlen konnte er bis zum 3. Januar 1957 sieben Legislaturperioden im Kongress absolvieren. Seit 1953 vertrat er dort den ebenfalls neu geschaffenen 29. Distrikt seines Staates. In seine Zeit im Kongress fielen unter anderem das Ende des Zweiten Weltkrieges, der Beginn des Kalten Krieges, der Koreakrieg und innenpolitisch die Bürgerrechtsbewegung. 1956 verzichtete er auf eine weitere Kandidatur.
In den Jahren 1952 bis 1961 gehörte John Phillips der American Battle Monuments Commission an, einer Behörde, die sich vor allem um die amerikanischen Schlachtfelder der beiden Weltkriege als Museumsstätten kümmert. Danach war er Berater für Öffentlichkeitsfragen. Er starb am 18. Dezember 1983 in Palm Springs.